# Bosso (Niger)
Bosso è un comune rurale del Niger facente parte del dipartimento di Diffa nella regione omonima.